# Kefersteinia laminata
Kefersteinia laminata är en orkidéart som beskrevs av Heinrich Gustav Reichenbach. Kefersteinia laminata ingår i släktet Kefersteinia och familjen orkidéer. Inga underarter finns listade i Catalogue of Life.